# POTLOC
POTLOC est une entreprise canadienne de recherche marketing créée en 2014 par Rodolphe Barrere et Louis Delaoustre.
Elle est spécialisée en études de marché pour le secteur de commerce de détail.
Dans une zone de chalandise définie, POTLOC interroge un échantillon représentatif de consommateurs grâce à des campagnes géo-ciblées sur les réseaux sociaux. 
POTLOC aide ainsi de grands détaillants et entreprises en immobilier commercial à mieux comprendre leur clientèle cible localement. 

## Histoire
Rodolphe Barrere et Louis Delaoustre ont fondé POTLOC en 2014 lors de leurs études à HEC Montréal. Ils sont partis du constat que les commerces de leur quartier ouvraient puis fermaient en très peu de temps. Ils ont alors commencé à interroger le gens dans la rue pour savoir ce qu'ils voulaient comme commerce de proximité, quels étaient leurs besoins. Ils ont exploité les statistiques obtenues avec un outil numérique dans le but d'optimiser l’offre et la demande dans les quartiers,,,,,. D'après Louis Delaoustre, cofondateur de Potloc, ce système permet de réduire les fermetures prématurées : deux ans environ après leur ouverture, 95 % des entreprises que Potloc a aidées sont toujours ouvertes. Selon Industrie Canada, 30 % des petites entreprises au Canada ferment avant de célébrer leur deuxième anniversaire.
Début 2016, POTLOC pivote radicalement, tant sur la méthode de collecte des données que sur la commercialisation. L'entreprise abandonne les actions sur le terrain pour se concentrer entièrement sur le web et les réseaux sociaux. Quant à sa clientèle cible, elle passe des propriétaires indépendants et entrepreneurs aux grands groupes en immobilier commercial et aux grandes enseignes,.
POTLOC a levé 1 M$ en janvier 2017, avec la BDC et de Robert Dutton, ex-CEO de RONA. Grâce à cette collecte de fonds, ils ont ouvert leur premier bureau en France, à Lille,,.
En 2018, l'entreprise lève 2,5 millions d'euros sous forme d'obligations convertibles, afin de continuer leur expansion des deux côtés de l'atlantique. Un second bureau est ouvert en France, à Paris.